# Mentor (A'Lars)
Mentor (A'Lars) es un personaje ficticio que aparece en los cómics estadounidenses publicados por Marvel Comics. El personaje apareció por primera vez en Iron Man # 55 (febrero de 1973) y fue creado por Jim Starlin.
Mentor es el líder de la colonia titánica donde es el padre de Thanos y Starfox. Su historia de fondo se basó en la mitología griega. Algunos años más tarde, él fue reconvertido a ser miembro de los Eternos, una raza en el Universo Marvel creada por Jack Kirby, basada por separado en la mitología griega.

## Biografía ficticia
A'lars fue el segundo hijo de Kronos y Daina, dos de la primera generación de los Eternos, y nació hace eones en la ciudad de Titanos. A'lars y su hermano Zuras se criaron después de la gran guerra civil que dividió la primera colonia de Eternos. Su padre Kronos, que estaba en el bando ganador de la guerra civil, trabajó duro en su laboratorio tratando de descubrir los secretos de la fuerza vital cósmica autoregenerada que él sentía que su raza era capaz de alcanzar. Un cilindro de campo de fuerza que contenía energía cósmica explotó, desintegrando el cuerpo de Kronos e impartiendo inmortalidad a todos los Eternos cercanos. A'lars luego se convirtió en un científico como su padre.
A'lars y Zuras, ambos adultos en el momento de la muerte de Kronos, celebraron una asamblea general para determinar quién lo sucedería. La asamblea eligió a Zuras, por lo que A'lars decidió abandonar la colonia para evitar el tipo de rivalidad fraternal que llevó a Kronos y su hermano Uranos a la primera guerra civil. Él se decidió por la luna de Saturno, Titán tomando el control como líder de la colonia subterránea siglos que su tío Uranos había construido antes.
Al llegar a Titán, A'lars descubrió a la Eterna Uraniana, Sui-San, la única sobreviviente de la guerra civil que destruyó a los Eternos de Titán anteriormente. Sui-San dio a luz dos hijos para Mentor, Thanos y Eros (más tarde conocido como Starfox). Sui-San murió en el primer gran ataque de Thanos contra Titán.
Mentor le imploró a su padre Kronos que ayudara a Titán contra Thanos, lo que provocó que Kronos creara a Drax el Destructor.
Mentor más tarde conoció a Rick Jones y al Capitán Mar-Vell. Con su hijo Eros, informó a Jones y Mar-Vell de la degradación de Titán por parte de Thanos. Mentor reclutó la ayuda de Mar-Vell contra Thanos. Mentor fue encarcelado por Thanos, pero liberado por el Capitán Mar-Vell. Mentor se unió a la batalla contra Thanos. Más tarde, Mentor se unió al intento de curar al Capitán Mar-Vell del cáncer y asistió a las últimas horas de Mar-Vell.
Más tarde, Mentor informó a Silver Surfer de la historia de Thanos.
Quasar y Drax intentan consultar a Mentor, quien aparentemente los mata.
Thanos escapa del cautiverio y reclama sus fuerzas del Orden Negro de Corvus Glaive. Después de retomar el mando de su puesto de avanzada del Cuadrante Negro, Thanos descubre que se está muriendo. Thanos intenta obligar a Mentor a encontrar una cura para su enfermedad, pero lo mata cuando no puede.

## Poderes y habilidades
Mentor es miembro de la raza de superhumanos conocida como Eternos. Tiene una resistencia sobrehumana y durabilidad, y un intelecto dotado. Posee varios poderes sobrehumanos, incluida la capacidad de proyectar energía cósmica como ondas de fuerza de conmoción y la capacidad de manipular la materia a nivel molecular. Mentor ha mostrado habilidades telepáticas, cuyos límites aún se desconocen.
Mentor tiene conocimientos de ciencia y tecnología mucho más avanzados que la Tierra actual. Como gobernante de Titán, Mentor tiene acceso y uso completo de una amplia gama de tecnología avanzada ubicada en esa luna artificial.

## En otros medios
Mentor aparece en "Learning Curve", un episodio de la serie animada Silver Surfer, con la voz de Cedric Smith. Es el hermano de Thanos, en lugar de Starfox, debido a un error tipográfico en el guion.